# Chautauqua (hrabstwo Chautauqua)
Chautauqua – jednostka osadnicza w Stanach Zjednoczonych, w stanie Nowy Jork, w hrabstwie Chautauqua.